# 卡斯特尔库科
卡斯特尔库科（義大利語：Castelcucco），是意大利威尼托大区特雷维索省的一个市镇。总面积8.79平方公里，人口2158人，人口密度245.5人/平方公里（2009年）。国家统计（ISTAT）代码为026011。

## 友好城市
- 德国罗尔 2004年